# Benjamin Behrla
Benjamin „Benny“ Behrla (* 31. August 1985 in Emsdetten) ist ein deutscher Judoka (2. Dan).
Benjamin Behrla betreibt seit 1992 Judo. Sein erster Verein war Koriouchi Emsdetten, wo er von Horst Bruns trainiert wurde. Später startete er für den TSV Hertha Walheim, wo Andreas Reeh, Oliver Rychter, Frank Wieneke und Daniel Gürschner seine Trainer waren. In der Bundesliga startete er für SUA Witten. Behrla war Polizeimeisteranwärter bei der Bundespolizei und wurde dort in einem Leistungssportprojekt gefördert. 2004 belegte er sowohl bei der deutschen U20- als auch bei der internationalen deutschen U20-Meisterschaft den dritten Rang. Ein Jahr später erreichte er diese Platzierung bei der deutschen Meisterschaft der Senioren. 2006 gewann er erstmals den Titel des deutschen Meisters und wurde bei der U23-Europameisterschaft in Moskau Dritter. 2008 konnte er bei der Europameisterschaft in Lissabon die Bronzemedaille in der Gewichtsklasse bis 100 kg gewinnen und sich für die Olympischen Spiele von Peking qualifizieren. Dabei setzte Behrla sich in der internen Qualifikation unter anderem gegen den Bronzemedaillengewinner der Spiele von Athen, Michael Jurack, durch. In China erreichte er schließlich den neunten Platz. 2010 konnte Behrla die Bronzemedaille bei den Europameisterschaften in Wien bestätigen.